# ستارمان (فلم)
ستارمان (بالإنجليزية: Starman) فيلم خيال علمي ورومانسية من إخراج جون كاربتنر، يحكي الفيلم قصة مخلوق فضائي (جيف بريدجز) يأتي إلى الأرض استجابة لدعوة مسجلة على لوحة فوياجر الذهبية المثبتة على متن المسبار الفضائي فوياجر 2. رُشح جيف بريدجز لجائزة الأوسكار كأفضل ممثل عام 1984 نظرا لأدائه في هذا الفيلم.

## روابط خارجية
- ستارمان على موقع IMDb (الإنجليزية)
- ستارمان على موقع ميتاكريتيك (الإنجليزية)
- ستارمان على موقع الموسوعة البريطانية (الإنجليزية)
- ستارمان على موقع روتن توميتوز (الإنجليزية)
- ستارمان على موقع نتفليكس (الإنجليزية)
- ستارمان على موقع قاعدة بيانات الأفلام العربية
- ستارمان على موقع ألو سيني (الفرنسية)
- ستارمان على موقع Turner Classic Movies (الإنجليزية)
- ستارمان على موقع أول موفي (الإنجليزية)
- ستارمان على موقع بوكس أوفيس موجو (الإنجليزية)